# Ligne de tramway 57 (SNCV Groupe de Charleroi, 1960)
Ne doit pas être confondu avec Ligne de tramway 57 (Charleroi, 1918).
La ligne 57 est une ancienne ligne du tramway vicinal de Charleroi de la Société nationale des chemins de fer vicinaux (SNCV) qui reliait Charleroi à Courcelles entre 1960 et 1988.

## Histoire
28 mai 1961 : terminus reporté de Charleroi Sud à Mont-sur-Marchienne Point du Jour par l'itinéraire de la ligne 54/55.
2 janvier 1966 :  terminus reporté de Mont-sur-Marchienne Point du Jour à Charleroi Sud.
8 août 1968 : terminus reporté de Charleroi Sud  à Charleroi Prison.
1974 : suppression de l'indice 58, service sous l'indice 57 dans les deux sens.
22 juin 1976 : déviation par la section Sud - Villette du métro léger, terminus reporté de la Prison à Charleroi Sud.
1er février 1978 : prolongement de Courcelles Trieu à Souvret Forrières.
1er janvier 1979 : suppression.
1er mars 1980 : remise en service entre Charleroi Sud et Courcelles Trieu.
30 juin 1980 : déviation par la section Villette - Piges du métro léger.
2 avril 1988 : suppression.

### Monographies
- Association ferroviaire des cheminots de Charleroi (AFCC) et Patrimoine ferroviaire et tourisme (PFT), Les tramways vicinaux de Charleroi et du Centre, Éditions Patrimoine ferroviaire et tourisme, 1996, 229 p.